# لیدا فریمان
لیدا فریمان نخستین زن تاریخ ورزش ایران بود که پرچمداری کاروان ایران در المپیک را عهده‌دار شده بود. وی که بدون توجه به تاریخ مسابقاتش که فردای افتتاحیه المپیک ۱۹۹۶ بود، او را به عنوان پرچمدار برگزیده بودند. وی فقط با سه ساعت خواب پس از این واقعه بسیار مهم برای ورزش زنان ایران، در رقابت‌های تیراندازی المپیک شرکت کرد و البته در همان مرحله مقدماتی حذف شد و بین ۴۹ نفر در رده چهل و ششم قرار گرفت.
او تیراندازی را به‌طور اتفاقی و اولین دوره آموزشی خود را در دوم دبیرستان شروع کرد. ۱۹ ساله بود که در رده جوانان آسیا به فینال رسید و در ۲۴ سالگی در المپیک شرکت کرد.
فریمان مدتی هم در هیئت تیراندازی تبریز فعالیت کرد اما باز هم به دلیل اختلاف با اعضای این هیئت از کار کنار کشید.
البته این تیرانداز تبریزی با بی‌مهری‌های زیادی چه قبل از المپیک آتلانتا و چه پس از آن روبه‌رو بود. یک ماه پیش از آغاز رقابت‌های المپیک ۱۹۹۶ به او خبر دادند که باید خودش را برای رقابت‌ها آماده کند.
او پیش از آن در رقابت‌های انتخابی جواز را به دست آورده بود، اما خودش در مصاحبه‌های مختلف تأکید کرده چون با حضور وی در تیراندازی موافق نبودند به دنبال جایگزین وی می‌گشتند و در نهایت چون کسی را پیدا نکردند دوباره به سراغ وی آمدند.
فریمان همین بی‌مهری‌ها را پس از المپیک ۱۹۹۶ هم دید، تا جایی که به‌تدریج از ورزش فاصله گرفت و عطای حضور در المپیک ۲۰۰۰ سیدنی را به لقایش بخشید.